# Eduard von Waldkirch
Eduard von Waldkirch (Bern, 1 juli 1890 - aldaar, 5 februari 1972) was een Zwitsers advocaat, hoogleraar aan de Universiteit van Bern en politicus voor de Republikeinse Beweging uit het kanton Bern.

## Biografie

### Afkomst en opleiding
Eduard von Waldkirch was een zoon van Theodor August Eduard von Waldkirch, een advocaat, en van Anne Caroline Teuscher. Hij was een kleinzoon van Wilhelm Teuscher. In 1920 huwde hij Katharina Maria Häuser, die afkomstig was uit Frankfurt am Main. Hij studeerde rechten in Bern, Berlijn en Genève. In 1915 behaalde hij een doctoraat en in 1918 zijn habilitatie.

### Jurist
In 1914 vestigde von Waldkirch zich in Bern als advocaat. In die hoedanigheid was hij ook verbonden aan de afdeling Justitie binnen het Departement van Justitie en Politie. Vanaf 1918 was hij privaatdocent en van 1927 tot 1960 buitengewoon hoogleraar aan de Universiteit van Bern. Hij doceerde er in het bijzonder personenrecht, kerkelijk recht en intellectueel eigendomsrecht. Op zijn kennis werd meermaals beroep gedaan door de federale autoriteiten omtrent internationale en grondwettelijke aangelegenheden. 
In 1933 werd von Waldkirch voorzitter van de federale commissie voor de luchtbescherming. Van 1936 tot 1945 was hij hoofd van de dienst passieve luchtdefensie binnen het Federaal Departement van Militaire Zaken.

### Politicus
Van 29 november 1971 tot zijn overlijden enkele maanden later op 5 februari 1972 zetelde hij in de Nationale Raad namens de Republikeinse Beweging van James Schwarzenbach. Als ouderdomsdeken zat hij de openingsvergadering voor van de Nationale Raad volgend op de federale parlementsverkiezingen van 1971, zijnde de eerste na de invoering van het vrouwenstemrecht. In de Nationale Raad werden toen elf vrouwen verkozen. Daaromtrent stelde hij: Ich bin überzeugt dass Sie eine dass sie eine grosse Reihe von Aufgaben mindestens so gut werden bearbeiten können, wie wir Männer. Van 1974 tot 1975 zetelde ook zijn dochter Elisabeth Lardelli-von Waldkirch in de Nationale Raad.

## Werken
- (de)  Abhandlungen und Reden, 1971.

- Base de données des élites suisses: 52074
- Bibsys: 15006466
- Gemeinsame Normdatei: 1055242287
- Historisch woordenboek van Zwitserland: 003151
- International Standard Name Identifier: 0000 0001 0128 375X
- Library of Congress Control Number: no2012105013
- Nationale Bibliotheek van Israël: 987007587833305171
- Nederlandse Thesaurus van Auteursnamen: 141889349
- Système universitaire de documentation: 10689790X
- Zwitserse Bondsvergadering: 3555
- Virtual International Authority File: 72371598
- WorldCat: E39PBJqk4tkv8Mr68pm7XTD8YP